# ハルトハイム安楽死施設
ハルトハイム安楽死施設（ハルトハイムあんらくししせつ）は、現在のオーストリア国内に当たるオーバーエスターライヒ州アルコフェンのハルトハイム城に所在し、ナチス・ドイツの下で安楽死プログラムT4作戦と14f13作戦の実施に関与した。

## 歴史
ハルトハイム城は、17世紀初頭に建てられたルネッサンス様式の城である。 1940年5月から1944年12月にかけて、ナチスによって障害者や精神障害のある強制収容所の収容者や強制労働者が殺害された場所として最もよく知られている。この間、ガス室で一酸化炭素により合計3万人が殺害された。

## 学習と記念の場所

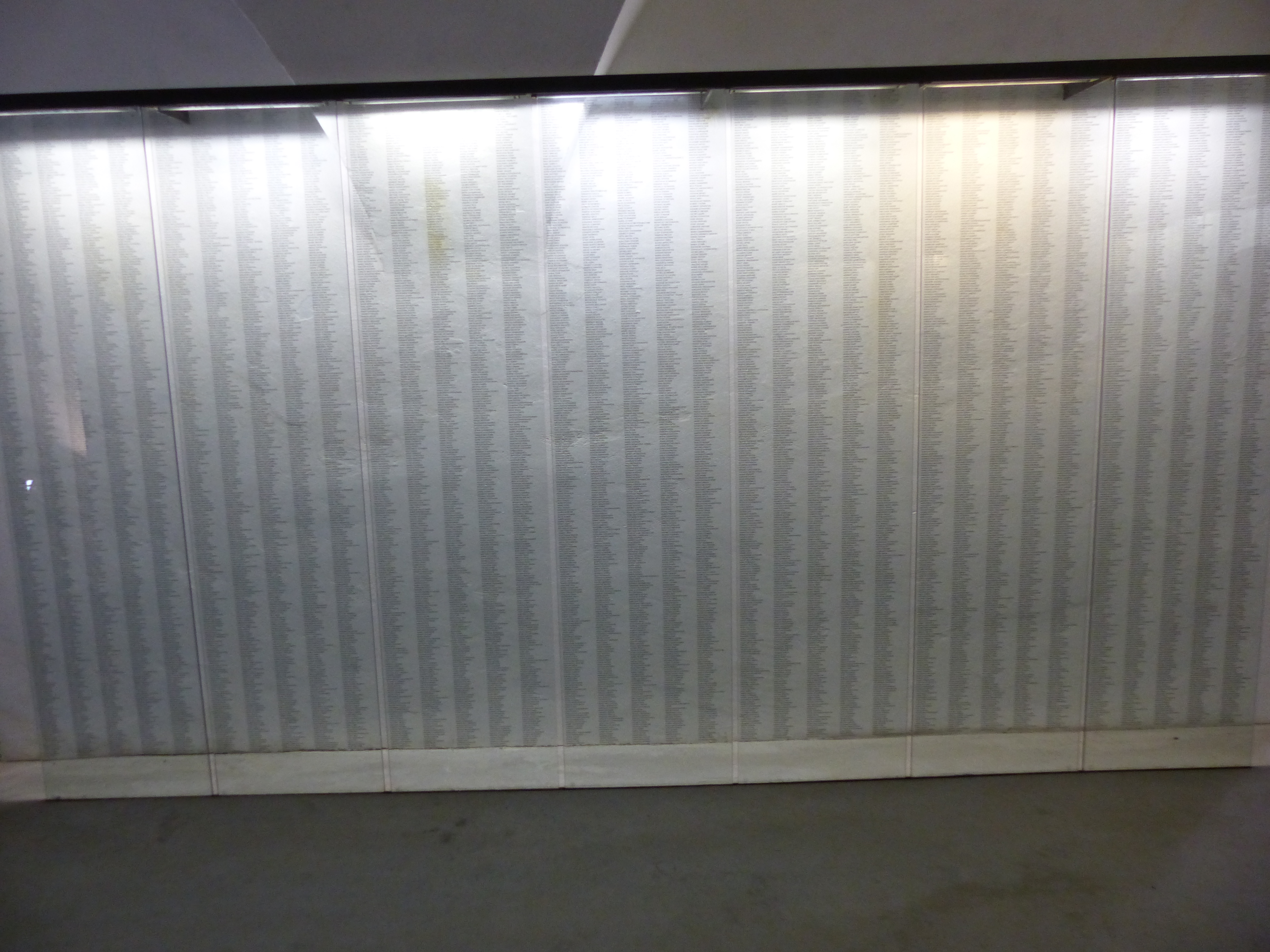
ハルトハイム施設で虐殺された犠牲者の氏名が列挙された慰霊碑

2003年には、国家社会主義安楽死の犠牲者を記念して、学習と記念の場所がハルトハイム城に開設された。